# Hypomolis evippus
Hypomolis evippus är en fjärilsart som beskrevs av Druce 1898. Hypomolis evippus ingår i släktet Hypomolis och familjen björnspinnare. Inga underarter finns listade i Catalogue of Life.